# Anisylbutyrat
Anisylbutyrat ist ein Carbonsäureester, der sich von Anisalkohol und Buttersäure ableitet.

## Herstellung
Die Synthese gelingt durch Umesterung von Vinylbutyrat mit Anisalkohol in Isooctan durch immobilisierte Lipase aus Pseudomonas cepacia. Durch Einwirkung von Ultraschall verbessert sich die Ausbeute deutlich.

## Verwendung
Geranylhexanoat ist in der EU unter der FL-Nummer 09.058 als Aromastoff für Lebensmittel allgemein zugelassen.